# Södermanlands runinskrifter 1
Södermanlands runinskrifter 1 är en försvunnen vikingatida runsten som har funnits i Björnlunda kyrka, Björnlunda socken och Gnesta kommun. Stenen ska ha legat som tröskel "i kyrkdörren" men har varit försvunnen sedan åtminstone slutet av 1800-talet. Troligen har stenen förkommit vid en ombyggnad. Stenens mått är, enligt en äldre avbildning, 2,75 gånger 1,05 meter.

## Inskriften
Translitterering av runraden:
[sikaaar u... ... ...isa · at · st... ...]
Normalisering till runsvenska:
Sighvatr(?) o[k] ... [þ]essa at ... ...
Översättning till nusvenska:
Sigvat och ... denna/dessa efter ...